# Pont de Mülheim
Le pont de Mülheim (allemand : Mülheimer Brücke) est un pont suspendu sur le Rhin dans la ville de Cologne et le Land de Rhénanie-du-Nord-Westphalie en Allemagne. Il relie les districts de Riehl sur la partie ouest avec Mülheim sur la partie est, d'où il tire son nom.

## Description
Le pont a été inauguré pour la première fois le 13 octobre 1929 mais fut détruit par un attentat le 14 octobre 1944. Reconstruit sur des plans de Fritz Leonhardt, cette nouvelle inauguration se déroula le 8 septembre 1951 en présence du chancelier Konrad Adenauer.
Sa travée centrale est de 315 mètres pour une longueur totale de 682,80 mètres.

## Galerie

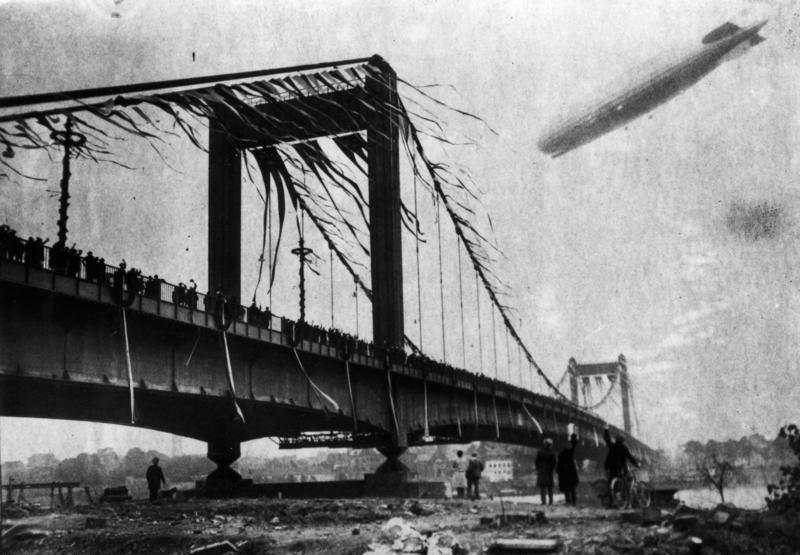
le pont en octobre 1929
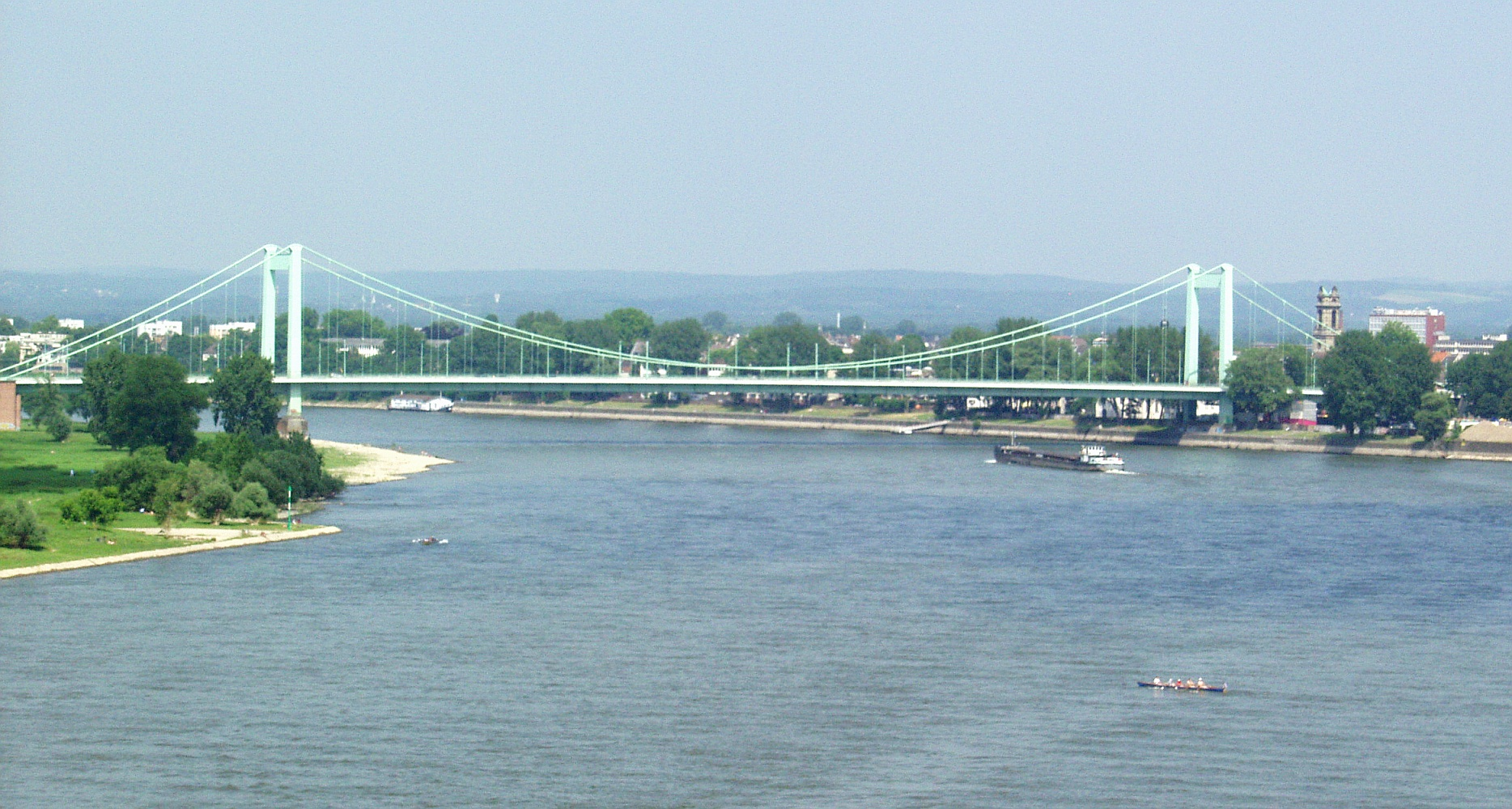
vue d'ensemble
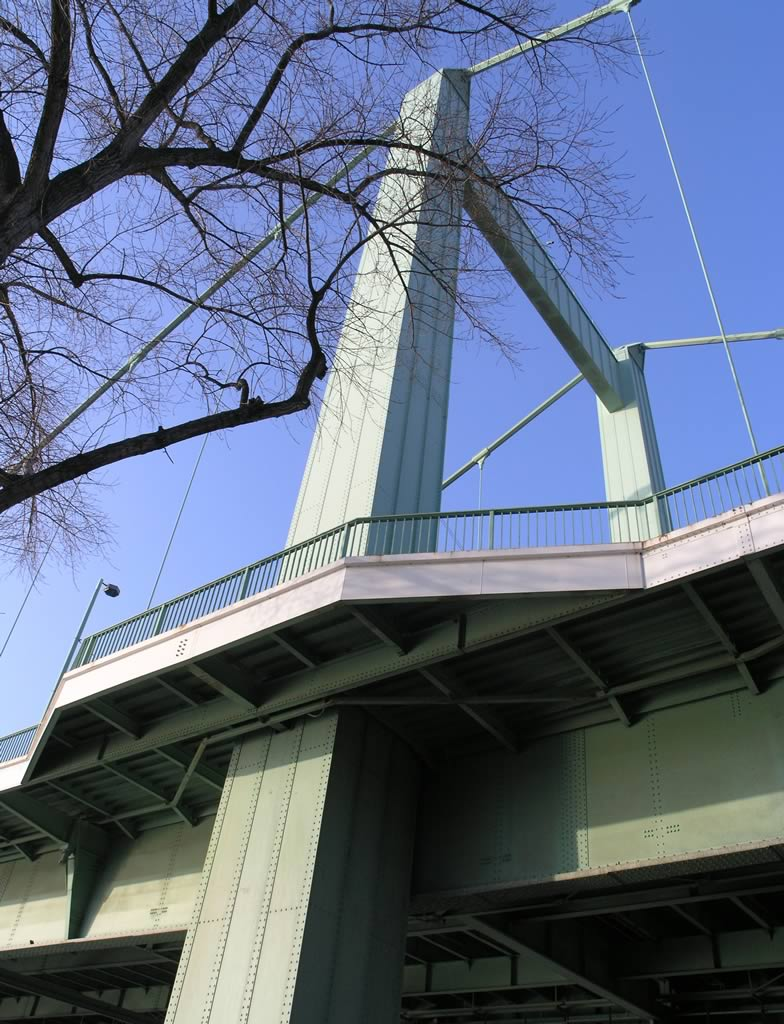
pylône
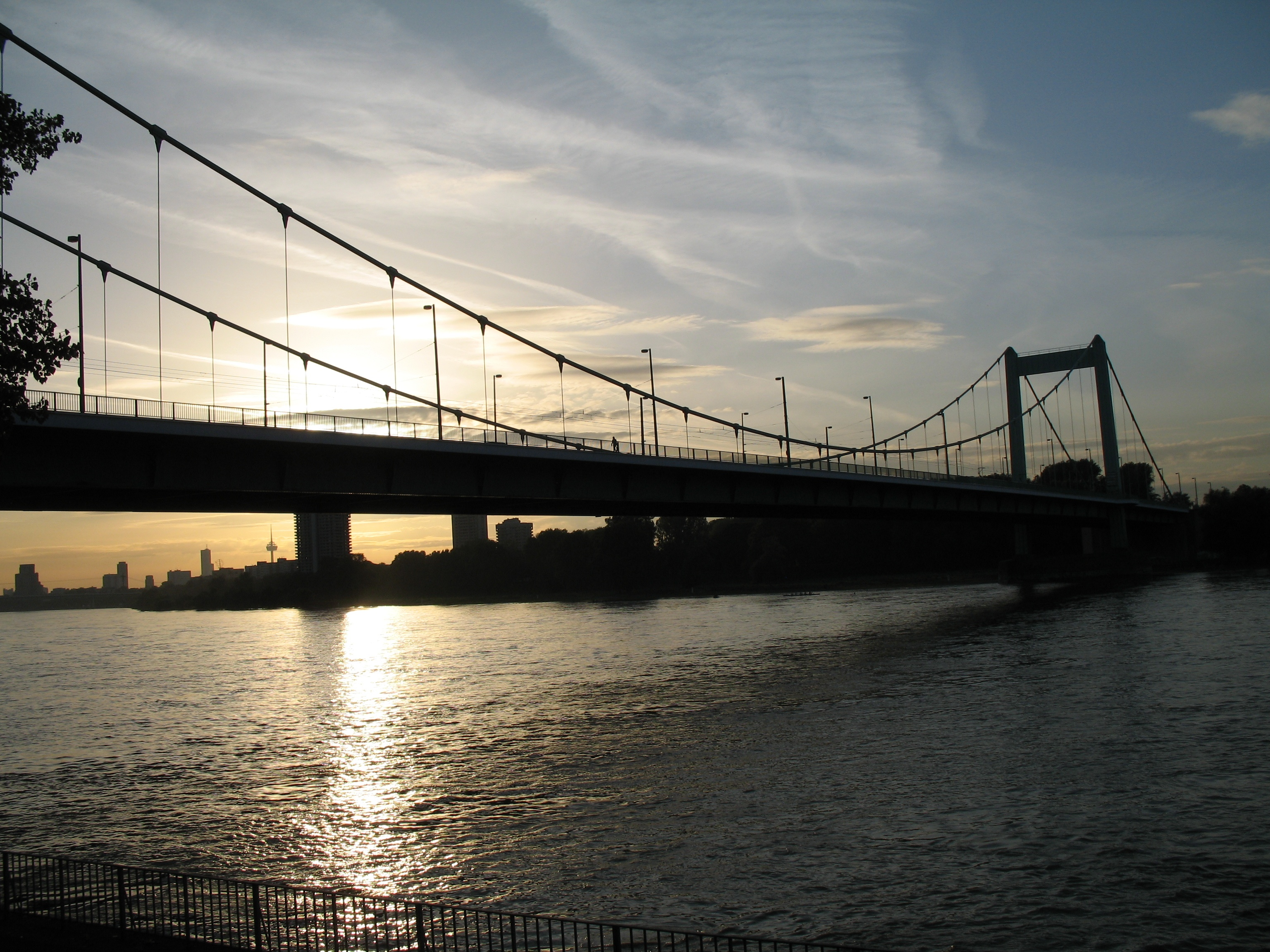